# Кахокия
Кахокия (на английски: Cahokia) е северноамериканско индианско племе, част от Конфедерацията илиной, което първоначално обитава по-голямата част на централен и южен Илинойс. Селата им са концентрирани главно около устието на река Илинойс. Към 1670 г. се преместват надолу по Мисисипи до мястото на днешния Кахокия, където през 1699 г. е основана католическа мисия за тях. В тази мисия се смесват с тамароа, с които са тясно свързани в миналото. През 1701 г. тамароа напускат мисията. Кахокия остават да живеят в нея до 1734 г., когато напускат и се преместват на юг. През 1752 г. селото им е унищожено от пробритански племена. След това кахокия се преместват близо до мичигамея и скоро след това двете племена се сливат с каскаския, и са признати от САЩ като племето каскаския през 1803 г., се преместват в Канзас, където се обединяват с пеория, пианкашо и уеа. През 1867 г. обединеното племе се премества в Оклахома, където става известно като Пеория племето на Оклахома. Днес, в началото на 21 век техни потомци са част от това племе.